# Suu Minazuki
Suu Minazuki (水無月 すう) Es un mangaka japonés. Nacido en la prefectura de Fukuoka, en el distrito de Asakura. Se le conoce principalmente por sus dos obras: Sora no Otoshimono y Watashi no Messiah-sama. Sus mangas normalmente tienen un estilo de comedia-romántica y fantasía, enfocándose en las áreas de superación personal y gags del estilo de dibujos animados. 

## Trabajos
- Plunderer (2014-12-26)

Publicada en México por Panini Manga.
- Daisuki desu!! Mahou Tenshi Kosumasu (secuela de Sora no Otoshimono, 6 años después de esta)(2010),
- Gou-Dere Bishōjo Nagihara Sora (2008),
- He~nshin!! - Sonata Birdie Rush (2008),
- Sora no Otoshimono (2007),[3]

Publicada en México por Panini Manga.
- Judas (manga) (2004),
- Watashi no Messiah-sama (2002).
- Seven Ocean (manga) (2008)
- Dokunie Cooking (2017)